# Line Rider
Line Rider é um jogo de navegador ou brinquedo de software, com versões disponíveis para Microsoft Silverlight, Javascript, Microsoft Windows e Flash. Foi criado originalmente em setembro de 2006 por Boštjan Čadež (também conhecido como "fšk"), um estudante esloveno. Logo após sua aparição inicial no DeviantArt, Line Rider se tornou um fenômeno da internet.
Line Rider recebeu cobertura de vários meios de comunicação, como Yahoo! e Time Magazine, e apareceu em vários comerciais do McDonald's para o Snack Wrap em 2008. O Line Rider também foi selecionado pela equipe e votado pelos usuários do Jay is Games como o Melhor Webtoy de 2006. Um artigo de duas páginas sobre o jogo foi publicado em Games for Windows: The Official Magazine.